# Borgarleikhúsið

Borgarleikhúsið

Borgarleikhúsið (dt. das Stadttheater) ist das Theater von Reykjavík in der Nähe des Einkaufszentrums Kringlan.
Das Haus wurde am 20. Oktober 1989 mit den Stücken Weltlicht und Höll sumarlandsins von Halldór Laxness eröffnet. Im Haus gibt es drei Bühnen und im großen Saal finden bis zu 550 Zuschauer Platz. Die Baukosten beliefen sich auf 1,5 Milliarden Isländische Kronen.
Zuvor diente seit etwa neunzig Jahren das Theater im Iðnó, dem Holzhaus neben dem Rathaus direkt am Tjörnin, diesem Zweck.